# Середнє Село (Кіриський район)
Середнє Село (рос. Среднее Село) — присілок у Кіриському районі Ленінградської області Російської Федерації.
Населення становить 47 осіб. Належить до муніципального утворення Будогощенське міське поселення.

## Історія
Згідно із законом від 1 вересня 2004 року № 49-оз органом  місцевого самоврядування є Будогощенське міське поселення.

## Населення
| 1879 | 1910 | 1965 | 1997 | 2002 | 2007 | 2010 |
| ---- | ---- | ---- | ---- | ---- | ---- | ---- |
| 144  | ↗270 | ↘184 | ↘66  | ↘54  | ↘47  | →47  |
| 2017 |      |      |      |      |      |      |
| →47  |      |      |      |      |      |      |